# Еміліян Піперкович
Еміліян Піперкович (в миру Неделько Піперкович, серб. Недељко Пиперковић; 23 серпня 1886, Липлян, Косово — 10 вересня 1970, Заєчар, Сербія) — єпископ Сербської православної церкви, єпископ Тимоцький (1922—1970). Сербський богослов і церковний письменник.

## Біографія
Після закінчення школи в Липлянах навчався в початковій гімназії в Пріштіні і Салоніках. Потім вступив до Богословської школи на острові Халкі, де навчався разом з майбутнім Константинопольським патріархом Афінагором Спіру.
У 1910 році був законовчителем гімназії у Скоп'є.
У 1911 році в монастирі архістратига Михаїла в Кучевіште (нині — на території Республіки Македонія) був пострижений у чернецтво.
15 серпня того ж року митрополитом Скопським Вікентієм Крджічем був висвячений в сан диякона.
У 1913—1918 роки як стипендіат Синоду Сербської православної церкви навчався на богословському факультеті Афінського університету.
У 1919 році захистив докторську дисертацію «Іллірик і канонічні права Римської і Константинопольської Церков над ним».
Був секретарем архієпископа Сербського і митрополита Белградського Димитрія Павловича під час перебування останнього на острові Керкіра. Входив до складу делегації Сербської православної церкви, яка вела в Константинополі переговори про передачу звільнених після Першої світової війни територій в юрисдикцію Сербської Церкви і про відновлення Сербської Патріархії.
29 червня 1920 році Митрополитом Белградським Димитрієм Павловичем висвячений в сан ієрея і призначений законовчителем у Белградську реальну гімназію, а потім призначений викладачем Духовної семінарії в Сремських Карловцях. 22 березня 1921 року став професором даної семінарії.
23 січня 1922 року в кафедральному соборі в ім'я святителя Миколая в Сремських Карловцях був висвячений на єпископа Тімоцького.
Урочиста інтронізація на єпископський престол відбулася лише 27 березня 1922 через ремонт двору в Заєчарі.
Неодноразово виконував відповідальні завдання керівництва Сербської православної церкви. Брав участь в інтронізації Патріарха Румунського Мирона Крісті в 1925 році.
Написав працю «Один історичний погляд на становище Тімоцької області» («Један історіјскі поглед на положај Тимочко області», 1924). У його час надрукований «Літопис Тімоцької єпархії» в 10 книгах, публікувалася в період 1923—1932 років. Друкував свої праці в періодичних виданнях: «Гласнику» (офіційний друкований орган СПЦ) і грецьких «Εκκλησιαστικὸς φάρος», «Εκλησιαστικός κήρυξ».
У 1930 році взяв участь в роботі Підготовчої міжправославної комісії на Афоні, котра становила програму для Просиноду православних Церков. Через рік опублікував книгу про роботу цієї комісії — «Підготовча Міжправославна комісія в монастирі Ватопед» (Пріпремна међуправославна комісіjа у Ватопед. Сремски Карловці, 1931).
У 1936 році здійснив освячення каплиці у Фессалоніку в пам'ять сербських воїнів, загиблих у Першій світовій війні.
Очолював делегацію Сербської православної церкви на урочистостях на честь 1900-річчя прибуття апостола Павла до Греції.
7 липня 1941 року, після окупації Югославії, єпископ Еміліан, єпископ Бацький Іриней Чирич, єпископ Зворніцько-Тузланський Нектарій Круль і єпископ Ніський Іоан Іліч відвідали Патріарха Сербського Гавриїла V, що знаходився під домашнім арештом в монастирі Раковіца, прийняли у нього повноваження з управління СПЦ і згодом на чолі з митрополитом Скопським Йосипом Цвійовичем здійснювали управління Церквою в період вимушеної еміграції Патріарха Гавриїла V. Дотримуючись принципу невтручання в політику, архієреї прагнули до співпраці з владою, але твердо і безкомпромісно відстоювали свободу Церкви.
Після повернення з еміграції Патріарха Гавриїла в 1946 році відійшов від активної церковно-політичної діяльності і повернувся до управління Тімоцькою єпархією, яка в ході війни практично не постраждала.
5 березня 1964 року коли Архієрейський Собор Сербської православної церкви ухвалив позбавити сану єпископа Американсько-Канадського Діонісія, що пішов у розкол, проти цього рішення виступили лише єпископ Тімоцький Еміліан і єпископ Расько-Прізренський Павло.
У серпні 1970 року через хворобу не зміг взяти участь в урочистостях на честь 50-річчя відновлення Сербської Патріархії. У листі Патріарху Герману він повідомив, що важко хвилюється через свою відсутність на засіданні, так як є «єдиним живим з шести членів делегації, яка в 1919—1920 роках вела переговори зі Вселенською Патріархією».
Помер 10 вересня [970 року в Заєчарі. Похований в Соборній церкві Заєчара.

## Нагороди
- Орден Святого Сави I и II ступеня.
- Орден Корони Румунії I ступеня[3]